# Грефен (Мекленбург-Передня Померанія)
Грефен (нім. Greven) — громада в Німеччині, розташована в землі Мекленбург-Передня Померанія. Входить до складу району Людвігслуст-Пархім. Складова частина об'єднання громад Бойценбург-Ланд.
Площа — 40,00 км2. Населення становить 721 ос. (станом на 31 грудня 2020).